# François Couturier

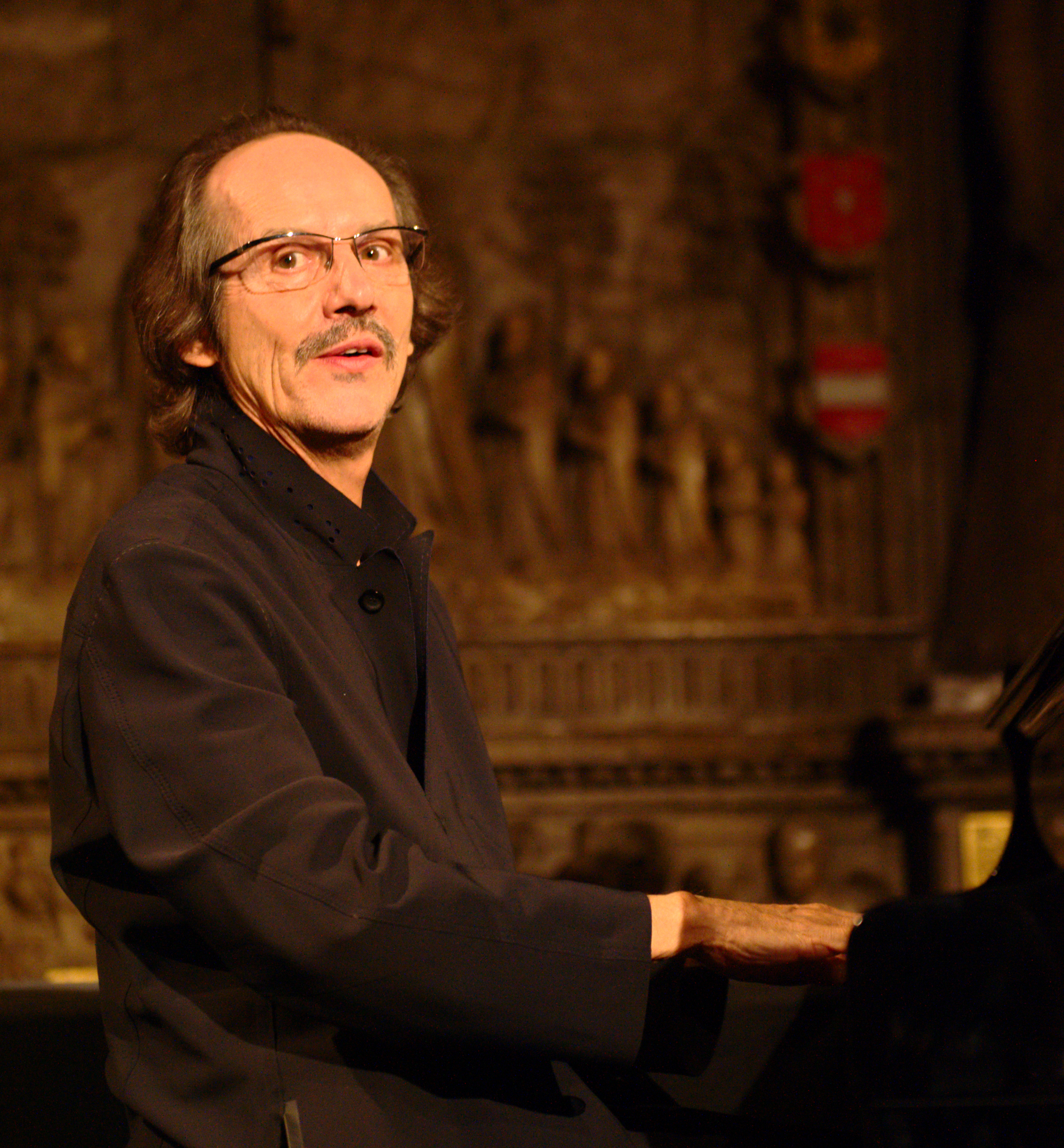
François Couturier in 2015

François Couturier (Fleury-les-Aubrais, 5 februari 1950) is een Franse pianist.
Couturier kreeg zijn eerste muzikale opleiding van zijn vader, een amateurpianist. Hij studeerde klassieke muziek en musicologie aan de universiteit van Tours (Indre-et-Loire). In 1977 trad hij al op met zijn zelf opgericht groep Impression. In 1980 ontving hij de Django Reinhardt-prijs van de Académie du Jazz. Vervolgens ging hij musiceren in ensembles met onder meer Dominique Pifarély (Passagio) en Jean-Paul Celea. Hij maakte met Celea en Didier Lockwood deel uit van de steeds wisselende groep rondom John McLaughlin (The Translators 1981-1983). Daarna weer van ensemble naar ensemble, waaronder het “orkest” rondom oedspeler Anouar Brahem (opnamen en wereldtournees 2001-2003). In 1997 schreef hij de opera Mozart et Amadeus samen met Jean-Marc Larché naar het boek van Anthony Burgess. Daarna wederom optredens met verschillende ensembles met verschillende leiders waaronder dat van Louis Sclavis. Sinds 2006 verschenen een aantal muziekalbums met zijn muziek bij ECM Records; de eerste drie gewijd aan zijn voorliefde voor regisseur Andrej Tarkovski.

## Discografie (selectief)
- 1980: Ad pandemonium
- 1982: Trans Europ Express
- 1983: The Game
- 1990: Passagio
- 1992: Martial
- 1997: Poros (ECM)
- 2006: Nostalghia-Song for Tarkovski (ECM)
- 2010: Un jour si blanc (ECM)
- 2010: Musica Callanda ; een hommage aan Frederico Mompou
- 2011: Francois Couturier & Tarkovski Quartet (ECM)

- Bibliothèque nationale de France: cb13892807x (data)
- Gemeinsame Normdatei: 134920481
- International Standard Name Identifier: 0000 0000 8002 9698
- Library of Congress Control Number: no98044348
- Nationale Bibliotheek van Letland: 000037871
- MusicBrainz: 2a6de953-549e-4275-af31-b9f8a7e480b3
- Système universitaire de documentation: 115101330
- Virtual International Authority File: 74037176
- WorldCat: E39PBJgHf3jrwkVb3KXmmHFBT3